# Ziad Tlemçani
Ziad Tlemçani (sinh ngày 10 tháng 5 năm 1963) là một cầu thủ bóng đá người Tunisia.

## Đội tuyển bóng đá quốc gia Tunisia
Ziad Tlemçani thi đấu cho đội tuyển bóng đá quốc gia Tunisia từ năm 1990 đến 1998.

## Thống kê sự nghiệp
| Đội tuyển bóng đá Tunisia | Đội tuyển bóng đá Tunisia | Đội tuyển bóng đá Tunisia |
| Năm                       | Trận                      | Bàn                       |
| ------------------------- | ------------------------- | ------------------------- |
| 1990                      | 2                         | 0                         |
| 1991                      | 3                         | 0                         |
| 1992                      | 4                         | 0                         |
| 1993                      | 3                         | 1                         |
| 1994                      | 2                         | 0                         |
| 1995                      | 0                         | 0                         |
| 1996                      | 0                         | 0                         |
| 1997                      | 0                         | 0                         |
| 1998                      | 6                         | 3                         |
| Tổng cộng                 | 20                        | 4                         |